# خوسيه ساغريدو
خوسيه ساغريدو (بالإسبانية: José Sagredo) (10 مارس 1994 ببوليفيا - ) هو لاعب كرة قدم بوليفي في مركز الدفاع. شارك مع منتخب بوليفيا لكرة القدم. أما مع النوادي، فقد لعب مع نادي بلومينغ.

## وصلات خارجية
- خوسيه ساغريدو على موقع قاعدة بيانات كرة القدم.إي يو (الإنجليزية)
- خوسيه ساغريدو على موقع ناشيونال فوتبول تيمز (الإنجليزية)
- خوسيه ساغريدو على موقع Soccerway.com (الإنجليزية)
- خوسيه ساغريدو على موقع AS.com (الإسبانية)